# Knick Knack
Knick Knack is een korte computeranimatiefilm van Pixar Animation Studios voor het eerst uitgebracht in 1989 die werd geregisseerd door John Lasseter. De film werd een jaar later onderscheiden met de prijs voor de Best Short Film op het Seattle International Film Festival. De Britse regisseur Terry Gilliam noemde Knick Knack in 2001 een van de tien beste animatiefilms die ooit zijn gemaakt. In 2006 kwam er de nieuwe versie in 3D.

## Verhaal
Een sneeuwpop zit vast in een sneeuwbol. Maar hij wil naar het zonnige Miami, aan de andere kant van de boekenplank. Hij probeert alles om uit zijn wereld te komen. Tot het op een zeker moment lukt. Maar hij heeft pech, want hij valt in een lager gelegen vissenkom. Hij is boos, maar niet veel later ziet hij een aantrekkelijke zeemeermin. Hij wil er zo vlug mogelijk naartoe, maar dan krijgt hij zijn oude sneeuwbol terug over zich heen.